# Rhamnapoderus
Rhamnapoderus es un género de gorgojos de la familia Attelabidae. Esta es la lista de especies que lo componen:
- Rhamnapoderus atrox Faust, 1899
- Rhamnapoderus auricapillus Voss, 1926
- Rhamnapoderus cephalotes Voss, 1926
- Rhamnapoderus cerberus Voss, 1926
- Rhamnapoderus diabolus Voss, 1926
- Rhamnapoderus dumosus Voss, 1926
- Rhamnapoderus erythrocycla Voss, 1926
- Rhamnapoderus nigricornis Voss, 1933
- Rhamnapoderus pluto Kuntzen, 1915
- Rhamnapoderus porri Voss, 1926
- Rhamnapoderus rothkirchi Voss, 1926
- Rhamnapoderus septemdumatus Voss, 1926
- Rhamnapoderus spiculosus Voss, 1926
- Rhamnapoderus spinidorsis Voss, 1926
- Rhamnapoderus spinifer Voss, 1926
- Rhamnapoderus spinosus Voss, 1926
- Rhamnapoderus tessmanni Voss, 1926
- Rhamnapoderus verticalis Voss, 1926
- Rhamnapoderus xanthocycla Kuntzen, 1916
- Rhamnapoderus xanthocyclus Voss, 1926
- Rhamnapoderus ahansis
- Rhamnapoderus blydrivierensis
- Rhamnapoderus karaseki
- Rhamnapoderus nairobicus
- Rhamnapoderus palmi
- Rhamnapoderus pseudodumosus
- Rhamnapoderus rucanansis
- Rhamnapoderus tawetensis